# Christian Lind Thomsen
Christian Lind Thomsen (* 9. Januar 1985 in Holstebro) ist ein dänischer Badmintonspieler.

## Karriere
Christian Lind Thomsen wurde bei den Turkey International 2007 Dritter im Herreneinzel. Zwei Jahre später siegte er in der gleichen Disziplin bei den Iceland International. Bei den China Masters 2010 wurde er Fünfter, bei der French Super Series 2010 Neunter.

## Sportliche Erfolge
| Saison | Veranstaltung         | Disziplin    | Platz | Name                   |
| ------ | --------------------- | ------------ | ----- | ---------------------- |
| 2007   | Turkey International  | Herreneinzel | 3     | Christian Lind Thomsen |
| 2009   | Iceland International | Herreneinzel | 1     | Christian Lind Thomsen |
| 2010   | China Masters         | Herreneinzel | 5     | Christian Lind Thomsen |
| 2010   | French Open           | Herreneinzel | 9     | Christian Lind Thomsen |